# Altpreußisches Infanterieregiment No. 9 (1806)
Das Infanterieregiment mit der späteren Nummer No. 9 war ein altpreußisches Regiment zu Fuß, das 1646 als Garnison Minden gebildet wurde. Es hatte seine Standorte in der brandenburgisch-preußischen Enklave Grafschaft Mark.

## Garnison, Ersatz und soziale Verhältnisse
Das Regiment lag ab 1763 mit sechs Kompanien in Hamm (Westfalen), mit sechs Kompanien in Soest. Zuvor hatte das Regiment auch Garnisonen in Unna (bis 1756), Minden und Lippstadt. Den Ersatz des Regimentes lieferten die Kreise Hamm, Hörde, Wetter und Altena. Ferner mussten Wehrpflichtige aus den Städten nördlich und südlich der Ruhr dienen, ebenso aus Soest und der Soester Börde. Die Soldaten waren, wie im 18. Jahrhundert üblich, zumeist nicht in Kasernen, sondern in Privatquartieren untergebracht, wo sie auf Grund des geringen Solds auch Nebentätigkeiten nachgehen mussten. So waren die Verhältnisse zunächst auch in der Garnison Hamm, 1734 trat jedoch die erste große Änderung ein, man begann in Hamm den Bau der Garnisonskirche, welcher 1739 fertiggestellt wurde. Der Bau war nötig geworden wegen zunehmender Reibereien zwischen den lutherischen Soldaten und den reformierten Bewohnern der Stadt. Der Magistrat der Stadt hatte zuvor durch vernageln von Tür und Fenstern des für den Gottesdienst gemieteten Hauses die Ausübung des lutherischen Gottesdienstes innerhalb des Mauerrings zu unterbinden. In der Folge ließ der Garnisonskommandant schließlich die Öffnung des Hauses mit dem aufgepflanzten Bajonett durchsetzen. Die Kommandantur befand sich in der Stadtburg Hamm, davor entstand der kleine Exerzierplatz, dem später eine Allee und der Große Exerzierplatz, heute teilweise bebaut durch das Maximare, als Einrichtungen der Festungsgarnison folgten.
1772 ließ General Karl Friedrich von Wolffersdorff die noch vorhandenen Gebäudereste der Burg Mark bei dem Dorfe Mark nahe Hamm abreißen, um mit den Steinen den Kasernenbau am Hammer Westentor neben der Garnisonskirche auszuführen. Insgesamt wurden 130 Wagenladungen Steine abgefahren. Wolfersdorf ließ neben der Kaserne in Hamm weitere Einrichtungen schaffen, um die Disziplin der Garnison zu stärken und den sozialen Frieden in der Gemeinde zu erhalten, welcher durch die Einquartierungen in Privathäusern schon länger gestört war. 1774 konnte der Kasernenbau fertiggestellt werden.
Bereits 1775 zählte die Truppe 40 % Ausländer und 60 % Kantonisten. Von den Ausländern stammten 2 % aus außerdeutschen Staaten, 15 % aus nichtwestfälischen Reichsterritorien. Der preußische Theologe Rulemann Friedrich Eylert verurteilte die Regimentsverhältnisse in den westfälischen Regimentern: „Diese waren gewöhnlich verlaufene Leute, die nichts anderes gelernt hatten und den Soldatenstand wählten, weil ihnen, um das Leben zu fristen und wenigstens, wenn auch kümmerlich, das tägliche Brod zu haben, nichts anderes übrig blieb.“

## Beurteilung
Das Regiment gehörte im Siebenjährigen Krieg zu den durchschnittlich guten Regimentern. Friedrich II. bezeichnete seine beiden westfälischen Regimenter (spätere No. 9 & 10) als „grob, aber zuverlässig“. Das Regiment wurde insbesondere in den „Russenschlachten“ Kunersdorf und Kay „verschlissen“ und kaum noch in erster Linie eingesetzt, behielt aber dennoch das Wohlwollen des Königs.

## Verbleib und Nachfolge
Der Verband wurde als Regiment „von Schenk“ am 16. Oktober 1806 während des Vierten Koalitionskrieges durch die Kapitulation bei Erfurt aufgelöst.

## Uniform, Ausrüstung
Bis zur Mitte des 18. Jahrhunderts bestand die Regimentsuniform aus einer blauen Uniformjacke mit roten Aufschlägen. Auf dem roten Buschaufschlag und den runden offenen Ärmelaufschlägen befanden sich weiße Schleifen. Die Mütze der Grenadiere war rot, Goldmessingbeschlag mit einem gelben-roten Püschel. Die Regimentsfahne war hellgrün mit roten Flammen.

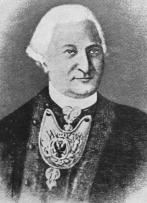
Regimentschef Karl Friedrich von Wolffersdorff 1763–1781 in der Offiziersuniform